# Xã Dolton, Quận Turner, South Dakota
Xã Dolton (tiếng Anh: Dolton Township) là một xã thuộc quận Turner, tiểu bang Nam Dakota, Hoa Kỳ. Năm 2010, dân số của xã này là 129 người.